# Cuadrilla de Prádanos
La Cuadrilla de Prádanos fue una de las siete en las que se dividía la merindad de Bureba, situada en la provincia española de Burgos.

## Historia
La cuadrilla, que estaba encuadrada dentro de la merindad de Bureba, incluía en su término los lugares de Ahedo, Bañuelos, Caborredondo (Burgos), Galbarros, Prádanos, Quintanavides, Quintanilleja, Reinoso, San Pedro de la Floz, Santa Olalla y Temiño. Aparece descrita en el decimotercer volumen del Diccionario geográfico-estadístico-histórico de España y sus posesiones de Ultramar de Pascual Madoz con las siguientes palabras:

PRÁDANOS: ant. cuadrilla de la merind. de Bureba en la prov. de Búrgos, part. jud. de Briviesca, compuesta de las pobl. siguientes: Ahedo, Bañuelos, Cabo-redondo, Galbarros, Prádano, Quintanavides, Quintanilleja, Reinoso, San Pedro de la Floz, Sta. Olalla y Temiño.
(Madoz, 1849, p. 198)